# Пьерфит (замок, Новая Аквитания)
Пьерфит (фр. Château de Pierrefitte) — средневековый каменный замок, расположенный к востоку от деревни Сарру, в коммуне Сарру-Сен-Жюльен в департаменте Коррез, в регионе Новая Аквитания, Франция. Построен в XIV веке. Внесён в список исторических памятников Франции.

## История

### Ранний период
В 1370 году Дофина де л’Этранж вышла замуж за Роже-Гуго де Борта в коммуне Пуссанж в Крезе. При упоминании этого события впервые встречается название Пьерфит. Это было родовое имение дворянского рода л’Этранж. Неподалёку располагалось ещё одно принадлежавшее им поместье — Манья-л’Этранж.
Молодожёны решили построить собственный замок. В качестве стройматериалов они могли использовать каменные блоки старой крепости, несколько в стороне от выбранного ими места. То старинное укрепление создавалось в своё время для защиты города Бор-лез-Орг. В качестве имени для резиденции было выбрано Пьерфит. Само слово можно перевести как «стоячий камень». Это название часто встречается среди сельских топонимов Франции.

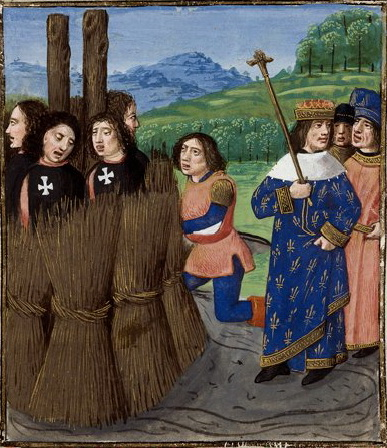
Казнь тамплиеров. Средневековая миниатюра

Роже-Гуго де Борт вёл происхождение от уважаемого дворянского рода. Среди его предков были те, кто состоял в известных рыцарских орденах и принимал участие в Четвёртом крестовом походе. Кроме того, семья считалась основателем монастыря Борт. Правда, позиции рода пошатнулись после знаменитого процесса, возбужденного против Ордена Тамплиеров королём Филиппом Красивым. В регионе семья владела поместьем Борт. Дофина де л’Этранж имела трёх влиятельных братьев. Все они занимали высокое положение в церковной иерархии. Это позволяло молодожёнам уверенно смотреть в будущее.

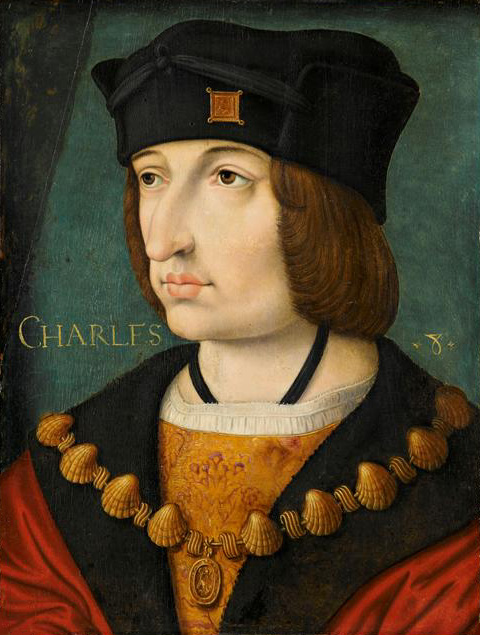
Карл VIII

В середине XV века замок, вероятно был разрушен или серьёзно повреждён в ходе боевых действий. Вполне возможно — это произошло во время Столетней войны. Во всяком случае сохранилось распоряжение о восстановлении крепости в прежнем виде. Приказ подписал Шарль де Борт, входивший в свиту короля Карла VIII. Его супругой была Антуанетта де Сен-Ави. Самое интересное, что с тех пор замок сохранился практически без изменений.

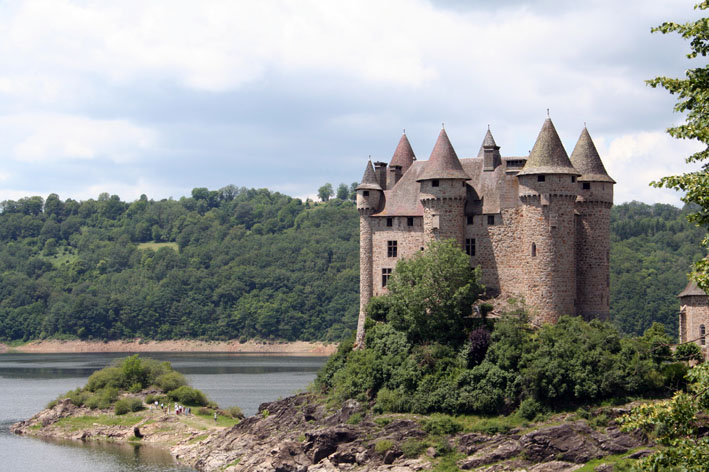
Замок Валь

Работы начались в 1471 году и продлились семь лет. Пьерфит был достроен примерно через тридцать лет после постройки очень похожего по типу замка Валь, расположенного в семи километрах севернее. Сохранились даже имена каменщиков, которые вели строительство: Роберт Ригаль и Пьер Баю. В 1478 году они составили отчёт о завершении работ: «Мы покрыли крыши башен листами белого железа, скрепленными замазкой, в состав которой входил смола. Главное здание, которое во время строительства было защищено соломой, было покрыто сланцем».

### XVIII век
Род де Борт владел замком на протяжении нескольких веков. Ко времени Великой Французской революции собственником Пьерфита являлся Леонар-Антуан де Борт. Якобинцы заключили его в тюрьму в Юсселе. Но по счастливому стечению обстоятельств его не отправили на гильотину и даже освободили. Однако в 1793 году, пока его владелец ещё находился в тюрьме, замок чуть не разрушили революционные солдаты, известные как «марсельцы». Они посчитали Пьерфонт феодальным символом ненавистного сословия аристократов. В итоге солдаты разграбили комплекс и зачем-то разломали крышу. От полного уничтожения крепость спасла высокая прочность стен.
В конце концов  Леонар-Антуан де Борт вернулся в родовое имение. В последующие годы, несмотря на бурные события Наполеоновских войн он и его потомки восстановили замок.

### XIX век
На протяжении более 300 лет более десяти поколений семьи Борт сменяли друг друга в качестве владельцев замка Пьерфит. В 1861 году скончался последний представитель знатного рода, не имевший законных наследников. Однако до этого резиденция уже обрела новых владельцев. Софи-Антуанетта де л'Эгранж, дочь Леонара-Антуана де Борта, продала замок Антуану Дельма, советнику префектуры Пюи-де-Дом, бывшему дивизионному генералу. Затем в 1830 году Пьерфит купила Элеонора Клара Рюэль де ла Мотта, супруга Эмабля Огюста де Байеля, маркиза де Круассанвиль (с 1825 года).

Родовой герб рода Турнемир (дворянский род)

Элеонора вторично вышла замуж в 1831 году. Её супругом стал Анри-Луи де Турнемир. Он был представителем древнего благородного рода, происходившего из Верхней Оверни. С тех пор бессменным владельцем Пьерфита так и остаётся семья де Турнемир.
Анри-Луи де Турнемир с супругой предпочитали жить в городке Маржерид. Тем не менее они нашли средства на капитальный ремонт замка. Причём подразумевалось аккуратное сохранение средневековых фасадов. Были заново покрыты крыши, а также укреплены стены, башни и перекрытия.

### XX век
В 1927 году замок был внесён в список исторических памятников Франции.
Во время Второй мировой войны в департаменте Коррез разыгрались драматические события. В июне 1944 года таноквая дивизия СС «[[2-я танковая дивизия СС «Рейх»|Дас Райх]]» получила приказ передислоцироваться из Монтобана на фронт в Нормандии. Однако движение немцев оказалось задержано атаками сил сопротивления. 30 июня германский 1000-й разведывательный батальон прибыл под Бор-лез-Орг. Замок Пьерфит в этом время служил убежищем для маки. Однако при приближении немецкой армии французы поспешно покинули позиции. Эсэсовские подразделения захватили замок, в котором находился Гийом де Турнемир, владелец комплекса.
Потомка знатного рода ожидал унизительный допрос. Немецкий офицер заявил, что Гийом де Турнемир является пособником партизан, так как в старом сарае было обнаружено оружие. В наказание по приказу верховного немецкого командования в таких случаях следовало замок и его хозяйственные постройки уничтожать, а всех местных жителей расстреливать.
Перед казнью Гийом де Турнемир попросил разрешения ненадолго удалиться в свою резиденцию. Его отпустили. Вскоре он вернулся в форме офицера французского военно-морского флота. Немецкий командир только тогда стал догадываться, что перед ним не сельский партизан, а французский кадровый военный и аристократ. Причём Турнемир был старше в звании, чем немецкий капитан. Соблюдая традиции, офицеры отдали друг другу честь. Затем Гийом де Турнемир предложил перед смертью провести на последнюю экскурсию по замку. Он так талантливо и интересно рассказывал историю средневековой крепости, а также семей де Борт и де Турнемир, что немецкий офицер растерялся. В конце концов казнь был отменена, а разрушение замка заменили сожжением только того самого сарая, где нашли партизанское оружие. Причём уже после войны эта постройка была восстановлена.
После 1945 года восстановилась прежняя мирная жизнь, а представители семьи де Турнеимр продолжили использовать Пьерфит как свою жилую родовую резиденцию. Замок по прежнему является частной собственностью. Его посещение возможно только с разрешения владельцев.

## Описание комплекса
Замок представляет собой трёхэтажную жилую резиденцию, которую окружают пять почти вплотную примыкающих друг к другу высоких башен. В южной части, где расстояние между башнями побольше, расположен главный вход. В прежние времена перед входов имелся форбург, который позднее перестроили под хозяйственные нужды. Все башни увенчаны коническими крышами.